# Alex Scott
Alex Jay Scott (Guernsey, 21 augustus 2003) is een Engels-Guernseys voetballer die doorgaans speelt als middenvelder. In augustus 2023 verruilde hij Bristol City voor Bournemouth.

## Clubcarrière
Scott speelde vanaf zijn zestiende voor Guernsey, nadat hij getraind had met jeugdteams van Southampton en Bournemouth. In het najaar van 2019 speelde hij veertien competitiewedstrijden in het eerste elftal in de Isthmian League. Bij zijn debuut was hij zestien jaar en tien dagen oud, waarmee hij de jongste speler ooit werd voor Guernsey. In december 2019 tekende de middenvelder een voorcontract bij Bristol City, welke zou ingaan per 1 januari 2020. Hij begon in het jeugdteam en tekende in maart 2021 zijn eerste professionele contract.
Zijn profdebuut maakte Scott op 24 april van dat jaar, toen in het Championship met 2–3 verloren werd van Luton Town. Hij mocht van coach Nigel Pearson in de eenenzeventigste minuut invallen voor Henri Lansbury. Hij maakte zijn eerste doelpunt in het eerste elftal, toen hij op 19 oktober 2021 zijn ploeg op voorsprong zette tegen Nottingham Forest. Door twee treffers van Lyle Taylor in de blessuretijd won die club alsnog met 1–2. In april 2023 werd Scott verkozen tot beste jonge speler van het seizoen in het Championship en hij maakte ook onderdeel uit van het team van het jaar.
Na afloop van dat seizoen vertrok de middenvelder voor een bedrag van circa drieëntwintig miljoen euro naar Bournemouth. Hier speelde hij drieëntwintig Premier League-wedstrijden in zijn eerste jaargang.

## Clubstatistieken
| Seizoen | Club         | Competitie      | Competitie | Competitie | Beker | Beker | Internationaal | Internationaal | Totaal | Totaal |
| Seizoen | Club         | Competitie      | Wed.       | Dlp.       | Wed.  | Dlp.  | Wed.           | Dlp.           | Wed.   | Dlp.   |
| ------- | ------------ | --------------- | ---------- | ---------- | ----- | ----- | -------------- | -------------- | ------ | ------ |
| 2019/20 | Guernsey     | Isthmian League | 14         | 0          | 1     | 0     | —              | —              | 15     | 0      |
| 2019/20 | Bristol City | Championship    | 0          | 0          | 0     | 0     | —              | —              | 0      | 0      |
| 2020/21 | Bristol City | Championship    | 3          | 0          | 0     | 0     | —              | —              | 3      | 0      |
| 2021/22 | Bristol City | Championship    | 38         | 4          | 1     | 0     | —              | —              | 39     | 4      |
| 2022/23 | Bristol City | Championship    | 42         | 1          | 7     | 1     | —              | —              | 49     | 2      |
| 2023/24 | Bournemouth  | Premier League  | 23         | 1          | 4     | 1     | —              | —              | 27     | 2      |
| 2024/25 | Bournemouth  | Premier League  | 8          | 0          | 1     | 0     | —              | —              | 9      | 0      |
| Totaal  | Totaal       | Totaal          | 128        | 6          | 14    | 2     | 0              | 0              | 142    | 8      |

Bijgewerkt op 13 november 2024.

## Erelijst
| Competitie                               |              |              |
| Competitie                               | Aantal       | Jaren        |
| Engeland –19                             | Engeland –19 | Engeland –19 |
| ---------------------------------------- | ------------ | ------------ |
| EK –19                                   | 1            | 2022         |
| Individueel                              |              |              |
| Championship - Jonge speler van het jaar | 1            | 2022/23      |
| Championship - Elftal van het jaar       | 1            | 2022/23      |